# Luscan
Luscan ist eine französische Gemeinde mit 45 Einwohnern (Stand 1. Januar 2022) im Département Haute-Garonne in der Region Okzitanien (zuvor Midi-Pyrénées). Die Einwohner werden als Luscanais bezeichnet.

## Geographie
Umgeben wird Luscan von den sechs Nachbargemeinden:
| Loures-Barousse | Barbazan                                    |                         |
| Izaourt         | Kompassrose, die auf Nachbargemeinden zeigt | Sauveterre-de-Comminges |
| Bertren         | Galié                                       |                         |

## Bevölkerungsentwicklung
| Jahr                      | 1962 | 1968 | 1975 | 1982 | 1990 | 1999 | 2004 | 2009 | 2016 | 2019 |
| ------------------------- | ---- | ---- | ---- | ---- | ---- | ---- | ---- | ---- | ---- | ---- |
| Einwohner                 | 81   | 72   | 75   | 81   | 73   | 54   | 59   | 62   | 58   | 48   |
| Quelle: Cassini und INSEE |      |      |      |      |      |      |      |      |      |      |

## Sehenswürdigkeiten
- Kirche Saint-Martin
- Kreuz mit Säule aus gallo-römischer Zeit
- Schloss, erbaut im 18. Jahrhundert

## Weblinks

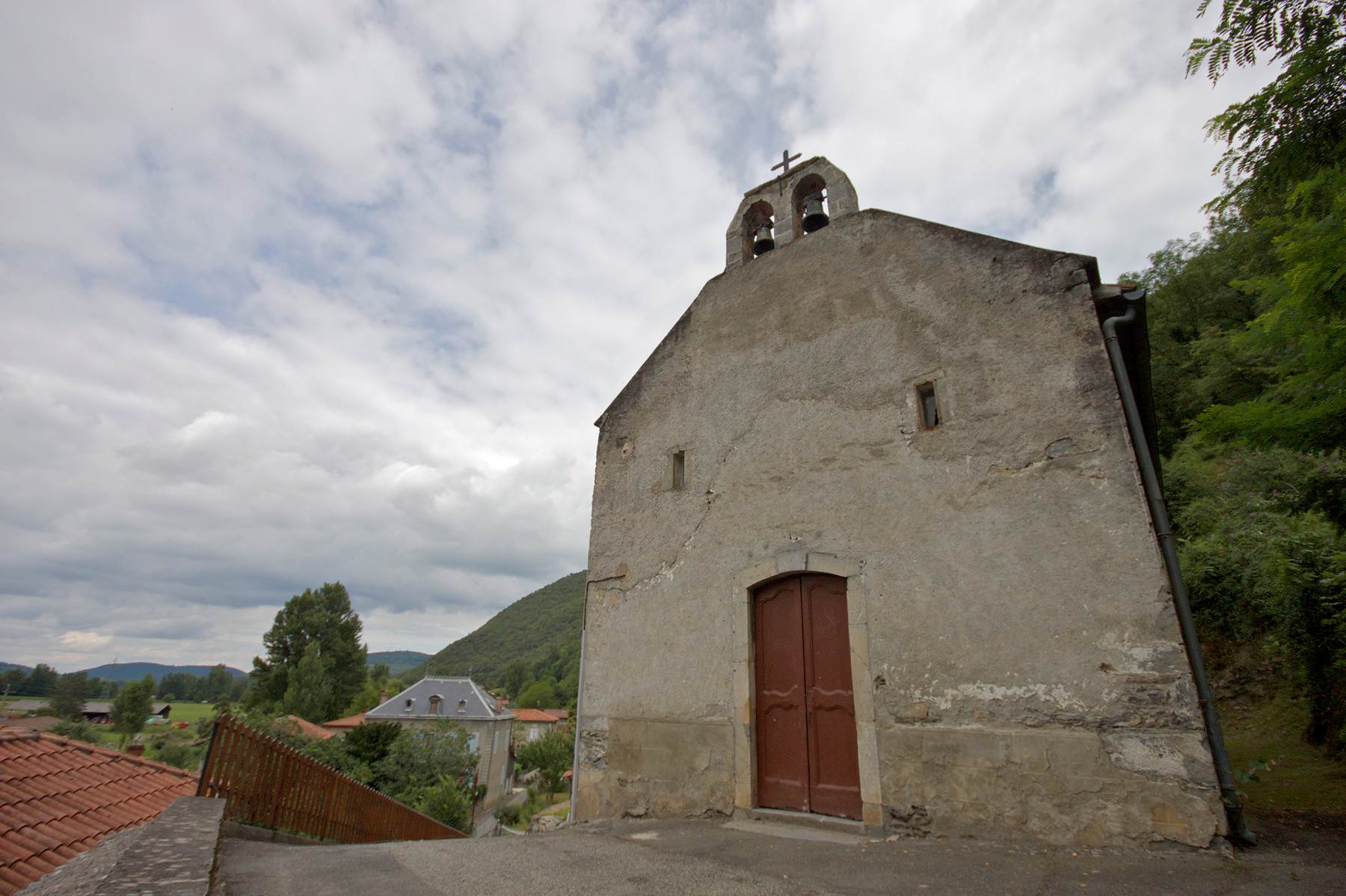
Kirche Saint-Martin